# National Test Pilot School
La National Test Pilot School (NTPS) es una escuela de pilotos de pruebas ubicada en el Puerto Aeroespacial de Mojave en Mojave, California (Estados Unidos). La escuela forma estudiantes principalmente para fabricantes de aeronaves comerciales y fuerzas aéreas militares. La escuela opera una flota de en torno a 40 aeronaves, que van desde aviones ligeros Cessna 150 hasta el caza supersónico Saab 35 Draken.

## Flota
- AM3 Bosbok
- Aermacchi MB-326
- Beechcraft Bonanza
- Beechcraft Duchess
- Bell OH-58 Kiowa
- Bell 212
- Bell UH-1N Twin Huey
- Cessna 150
- Cessna 152
- Cessna 172
- Cessna 441
- Cirrus SR22
- de Havilland DH.104 Dove

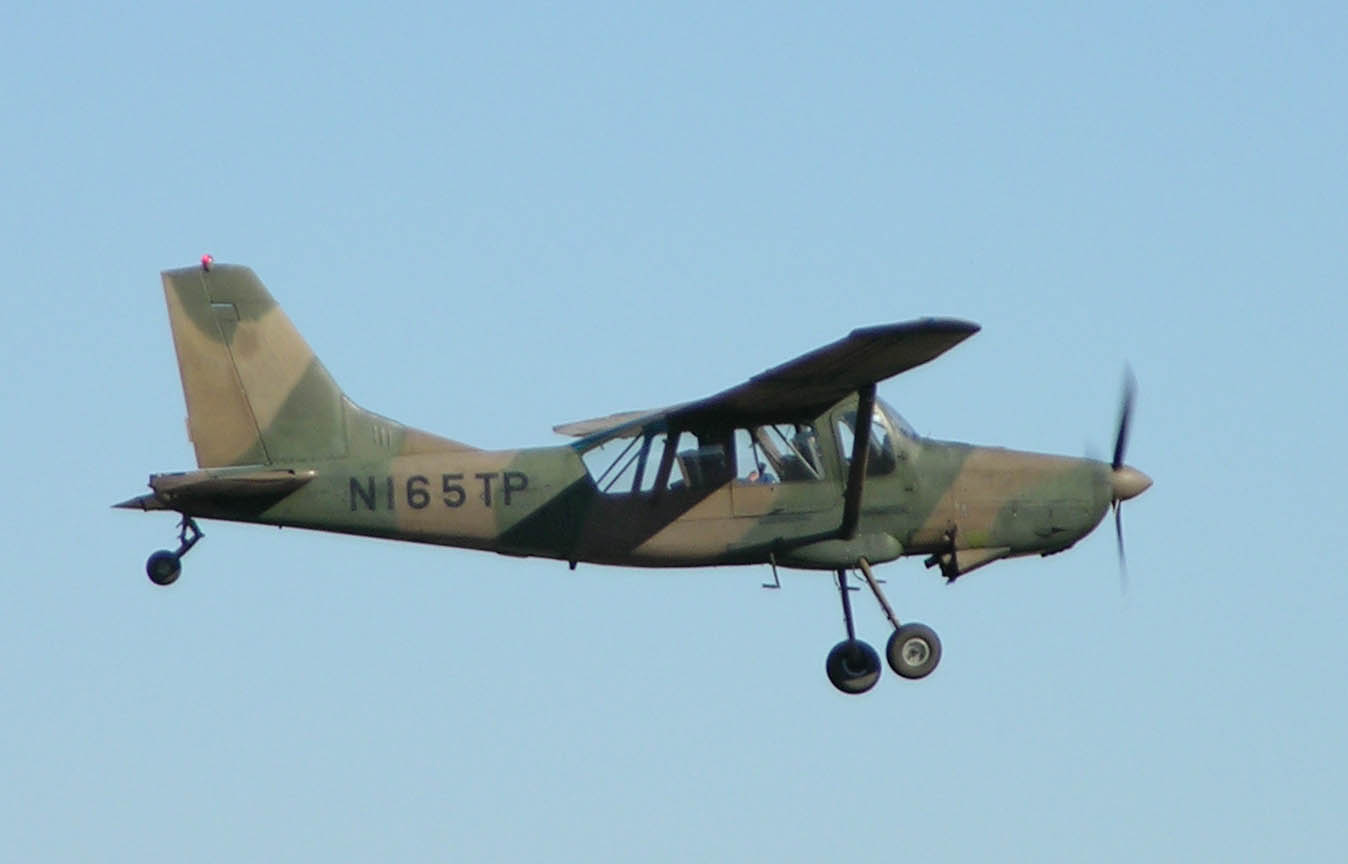
Aermacchi AM.3CM operado por la National Test Pilot School.

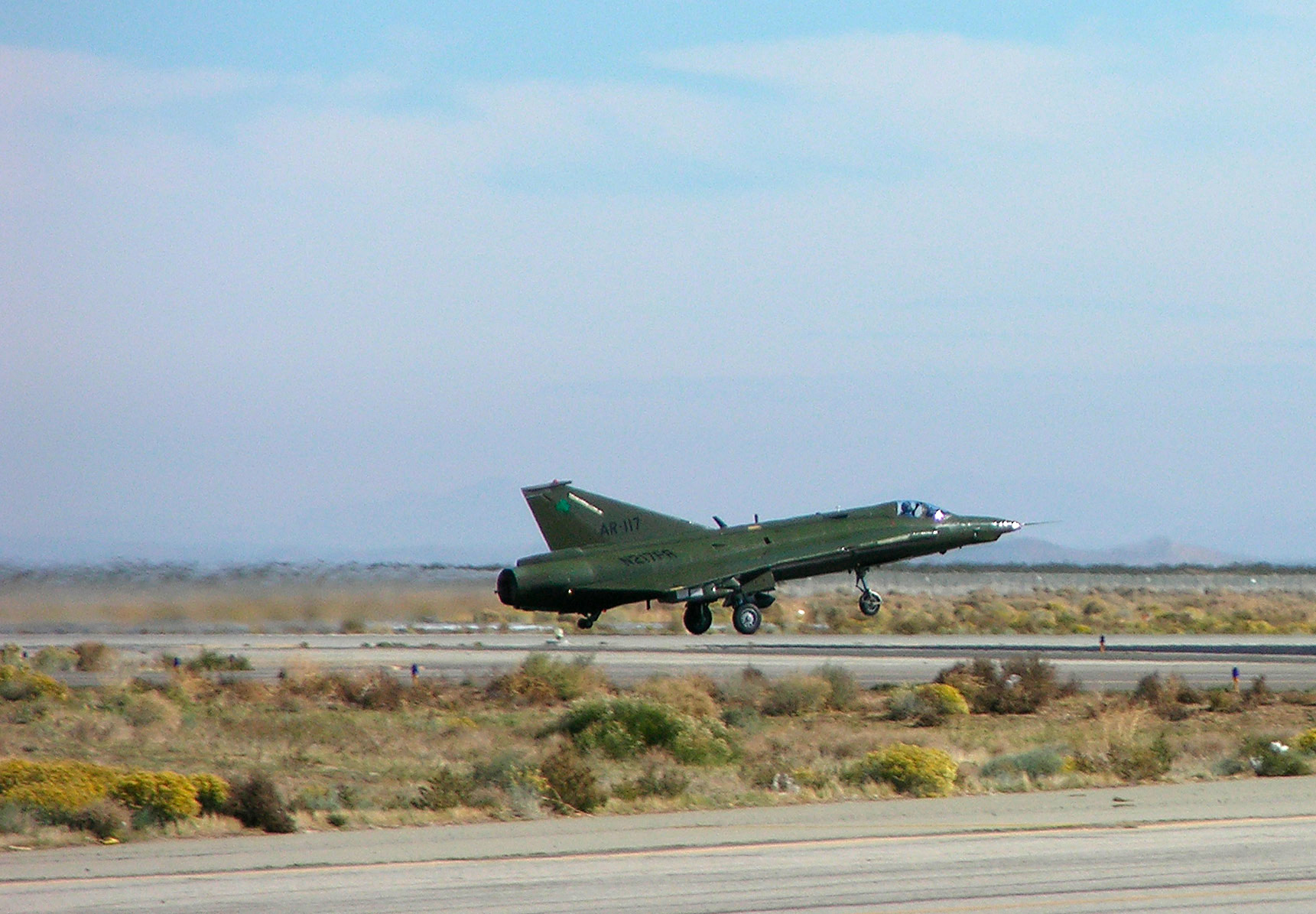
Saab RF-35XD N217FR procedente de la Real Fuerza Aérea Danesa operado por la National Test Pilot School.

- de Havilland Canada DHC-1 Chipmunk
- Douglas C-47 Skytrain
- Hughes 369 Cayuse
- Gippsland GA8 Airvan
- NDN Firecracker
- LET L-13 Blaník
- Piper PA-24 Comanche
- Piper PA-28 Cherokee
- Saab 35 Draken
- North American Sabreliner
- Sikorsky S-55 Chicksaw
- Fairchild Swearingen Metroliner